# Britt Bager
Britt Bager (født 16. august 1976 i Grenå) er en dansk politiker og tidligere medlem af Folketinget for først Venstre og siden hen De Konservative. Britt Bager skiftede den 23. marts 2021 til Det Konservative Folkeparti efter uenigheder om den politiske linje i Venstre. Ved Folketingsvalget 2022 opnåede hun ikke genvalg.

## Baggrund
Britt Bager blev født i Grenå. Hendes mor er skolesekretær på en friskole, og hendes far er gårdejer og driver et revisionsfirma.
Britt Bager voksede op i Voldby og gik i en folkeskole i byen.
Hun havde stor interesse for heste, og efter 10. klasse i Grenå havde hun et års arbejdsophold på et tysk hestestutteri.
Hun blev student fra Grenå Handelsskole i 1997, og de næste år arbejdede hun i Codan forsikring som kontorelev.
I 2000 begyndte hun som stewardesse hos SAS.
Mens hun arbejdede for flyselskabet, blev hun jurist fra Aarhus Universitet, cand.soc. i politisk kommunikation og ledelse fra Copenhagen Business School og master i journalistik fra Syddansk Universitet.
I 2013 blev hun ansat som presserådgiver i Skatteministeriet.
Hun har boet i Østjylland og senere i Københavns Kommune og i Gentofte.
Britt Bager sad i flere år i bestyrelsen for Aarhus Sportsdanserforening, hvor hun har arrangeret flere stævner, heriblandt Europamesterskabet i standarddans i 2013 i Aarhus.

## Politisk karriere
Som jurastuderende i starten af 2000-tallet var Bager medlem af Konservative Jurister, som hørte under Konservative Studenter. Hun startede dog sin landspolitiske karriere hos Venstre, hvor hun var politisk konsulent i partiets sekretariat på Christiansborg fra 2009 til 2013. I 2013 overtog hun Karen Jespersens tidligere opstillingskreds i Favrskov.
Ved folketingsvalget 2015 opnåede Bager 7.306 personlige stemmer og fik et kredsmandat i Østjyllands Storkreds.
Ved valget blev hun beskrevet som "den hidtil politisk ukendte 38-årige jurist". Hendes stemmetal var tre gange større end Gert Bjerregaard fra Århus Byråd og et par tusinde flere end det erfarne folketingsmedlem Troels Lund Poulsen.
Hun forklarede sin succes med en målrettet kampagne, Facebook-annonceringer, hendes uddannelse i strategi og tidligere arbejde som kampagnemedarbejder.
Allerede i september 2014 havde Bager begyndt sin valgkamp. Det var med 40 hjælpere, der fungerede som omvandrende plakatsøjler med hendes valgplakat.
Britt Bager var 2018-19 politisk ordfører for Venstre, mens partiet sad i regering.
I oktober 2018 overtog Britt Bager en af ud af seks poster som statsrevisor, valgt for en fireårig periode.

### Valgkampstøttesagen
I foråret 2019 blev det offentligt kendt, at Britt Bager til valgkampen i 2015 havde modtaget 100.000 kroner i støtte til sin valgkamp fra den samme person uden at oplyse til myndighederne, hvem pengene kom fra - selvom loven foreskriver, at valgbidrag over 20.000 kr. skal oplyses. Hun modtog nemlig donationen i fem portioner a 20.000 kroner gennem fem forskellige selskaber, som var ejet af den samme person. Dermed udnyttede hun ifølge professor i jura Jørgen Albæk Jensen et hul i loven i et forsøg på at slippe udenom reglerne. Britt Bager ønskede i nogle dage ikke at udtale sig om sagen, men sendte derefter en skriftlig meddelelse om, at hun havde fulgt reglerne.
Sagen, i medierne omtalt som Britt-Bager-sagen, blev af Region Midtjylland politianmeldt til Midt- og Vestjyllands Politi 24. maj 2018. Politiet efterforskede dog aldrig sagen.
De fleste andre partier i Folketinget tog afstand fra metoden. Poul Lindholm Nielsen fra Dansk Folkeparti udtalte, at han mente, at metoden ikke var moralsk i orden.
I april 2019 anmeldte Enhedslisten valgkampstøttesagen til Østjyllands Politi.

I maj 2020 bekræftede Østjyllands Politi overfor Netavisen Pio, at der er fremkommet nye oplysninger "gennem flere nye afhøringer".

### Efter regeringsskiftet 2019
Efter folketingsvalget og regeringsskiftet 2019 overgik Bager til at være sit partis medie- og kulturordfører. I august 2020 besluttede Venstre imod Bagers vilje, at hun året efter, i oktober 2021 skulle afgive sin statsrevisorpost til partifællen Troels Lund Poulsen.

### Partiskifte
Marts 2021 skiftede Bager parti til Det Konservative Folkeparti og indgik dermed i dette partis folketingsgruppe. Hun begrundede skiftet med, at Venstre ikke længere gav tilstrækkelig plads til borgerlige og nationale værdier, og at hun selv havde flyttet sig og fået mere fokus på familieværdier og andre konservative værdier. Partiskiftet betød, at de konservative nu havde to statsrevisorposter og Venstre ingen. Bager oplyste dog, at hun ville overholde den tidligere aftale og overgive posten til Troels Lund Poulsen i oktober 2021.
Ved Folketingsvalget 2022 var Bager opstillet for Det Konservative Folkeparti i Københavns Omegns Storkreds. 
Her fik hun 2.470 personlige stemmer hvilket ikke var nok til at blive valgt. 
Hun blev førstesuppleant efter Rasmus Jarlov, der fik et kredsmandat.
Britt Bager bliver partisekretær for Moderaterne 1. marts 2025.